# Метиоха
Метиоха је у грчкој митологијији било име више личности. 

## Митологија
1. Једна од Коронида, Орионова кћерка и Менипина сестра.[1]
2. Паусанија ју је навео као једну од тројанских заробљеница.[2] Приказао ју је Полигнот на лесхи на Делфима.[3]